# Жигалко, Сергей Александрович
Серге́й Алекса́ндрович Жига́лко (бел. Сяргей Аляксандравіч Жыгалка; род. 28 марта 1989, Минск) — белорусский шахматист, гроссмейстер (2007), тренер, популярный шахматный стример. Трёхкратный чемпион Беларуси (2009, 2012, 2013), чемпион Европы по блицу (2017), призёр крупных международных турниров.
Участник кубков мира (2007, 2011, 2015, 2017). В составе сборной Беларуси — участник олимпиад: (2008, 2010, 2012, 2014, 2016, 2018), был лидером сборной на командных чемпионатах Европы (2013—2019) и командного чемпионата мира 2017.
Брат другого гроссмейстера — Андрея Жигалко.

## Биография
В 5 лет Сергея играть в шахматы научил отец, который в прошлом был мастером спорта по вольной борьбе. В 6 лет отец отвёл его вместе с братом в кружок шахмат ДК Минского тракторного завода, где Сергей занимался с Геннадием Юрьевичем Либовым, который тренировал поколение шахматистов Беларуси. В 2000-е годы начал заниматься с главным тренером сборной Беларуси — Евгением Мочаловым.
В детстве занимался большим теннисом в одной группе с Викторией Азаренко. Побеждал на турнирах ведущего белорусского теннисиста Владимира Игнатика. Увлекается карате и играет в настольный теннис.
Трижды удостаивался звания «Лучший шахматист Беларуси» (2009, 2011, 2012).
Окончил Белорусский государственный университет физической культуры.
В 2014 году женился на Татьяне Рево (сменила фамилию на Жигалко).
В 2018 году завёл канал на YouTube, часто ведёт прямые трансляции. Многие фразы Жигалко стали культовыми среди шахматистов.

## Спортивные достижения
| Год  | Место проведения | Турнир                             | Результат | Место     | Ист.          |
| ---- | ---------------- | ---------------------------------- | --------- | --------- | ------------- |
| 2002 | Испания          | Чемпионат Европы до 14 лет         | 7 из 9    | 1-4       |               |
| 2003 | Будва            | Чемпионат Европы до 14 лет         | 7 из 9    | 1         |               |
| 2003 | Халкидики        | Чемпионат мира до 14 лет           | 9 из 11   | 1         | [ 17 ]        |
| 2006 | Херцег-Нови      | Чемпионат Европы до 18 лет         | 7 из 9    | 1         | [ 18 ]        |
| 2009 | Пуэрто-Мадрин    | Чемпионат мира до 20 лет           | 10½ из 13 | 1-2       | [ 19 ] [ 20 ] |
| 2009 | Энсхеде          | Enschede Twente Open               | 7 из 9    | 1         | [ 21 ]        |
| 2009 | Москва           | Аэрофлот Опен А                    | 6 из 9    | 3-9       | [ 22 ]        |
| 2010 | Пловдив          | Клучный кубок Европы               | 4 из 7    | 3 (ком.)  | [ 23 ]        |
| 2010 | Минск            | Minsk Open                         | 7 из 9    | 1-3       | [ 24 ]        |
| 2010 | Ташкент          | Мемориал Агзамова                  | 7 из 9    | 1-4       | [ 25 ]        |
| 2011 | Бад-Висзе        | Bayern Bank Hofmann                | 7,5 из 9  | 1-4       |               |
| 2011 | Баку             | Baku Open                          | 7 из 9    | 1         | [ 26 ]        |
| 2011 | Москва           | Moscow Young GM                    | 7 из 11   | 2-3       |               |
| 2012 | Баку             | Baku Open                          | 7 из 9    | 1         | [ 27 ]        |
| 2012 | Нахичевань       | Nakhchivan Open                    | 6½ из 9   | 1-3       | [ 28 ]        |
| 2013 | Родос            | Клучный кубок Европы               | 5 из 6    | 1 (личн.) | [ 29 ]        |
| 2013 | Мартуни          | Lake Sevan Martuni                 | 5½ из 9   | 3         | [ 30 ]        |
| 2013 | Баку             | Baku Open                          | 6½ из 9   | 1-3       | [ 31 ]        |
| 2016 | Таллин           | Чемпионат Европы по блицу          | 19½ из 26 | 3         | [ 32 ]        |
| 2017 | Катовице         | Чемпионат Европы по рапиду и блицу | 9½ из 11  | 2-6       | [ 33 ]        |
| 2017 | Катовице         | Чемпионат Европы по рапиду и блицу | 18 из 22  | 1         | [ 33 ]        |